# Orthotrichum strangulatum
Orthotrichum strangulatum är en bladmossart som beskrevs av Palisot de Beauvois 1805. Orthotrichum strangulatum ingår i släktet hättemossor, och familjen Orthotrichaceae. Inga underarter finns listade i Catalogue of Life.